# صبح در ریزنگبیرگه
صبح در ریزنگبیرگه نقاشی‌ای از هنرمند رمانتیک آلمانی، کاسپار داوید فریدریش، مربوط به سال‌های ۱۸۱۰ تا ۱۸۱۱ است که صحنه‌ای در ریزنگبیرگه را به تصویر می‌کشد. این اثر در آکادمی درسدن به نمایش درآمد و توجه عمومی زیادی را جلب کرد. در سال ۱۸۱۱، این نقاشی توسط فریدریش ویلهلم سوم برای کاخ برلینش، اونتر دن لیندن، خریداری شد و تا سال ۱۸۳۷ در آنجا باقی ماند، سپس به کاخ جدید در پوتسدام منتقل گردید.
این نقاشی از سال ۱۸۴۴ تا ۱۸۶۵ در کاخ بلویو به نمایش درآمد و بعدها در قلعهٔ ویسبادن نگهداری شد. پس از سال ۱۹۳۰، به برلین بازگردانده شد و در کاخ برلین به نمایش گذاشته شد. در سال ۱۹۵۷، به کاخ شارلوتنبورگ منتقل شد (با شمارهٔ موجودی ۶۹۱۱ GK I) و متعلق به موزه‌های دولتی پروس شد (شمارهٔ موجودی NG 10/85).
این نقاشی ترکیبی از تمثیل مذهبی و رویکرد متمایز فریدریش به نقاشی منظره است که این اثر را در زمان خود محبوب ساخته بود.

## شرح
فریدریش مجذوب کوه‌ها بود و این علاقه او را واداشت تا در سال ۱۸۱۰ به تحلیل رشته‌کوه‌های ریزنگبیرگه بپردازد. او با دقت رشته‌کوه ریزنگبیرگه را طراحی کرد و ساختارهای سنگی آن را مورد مطالعه قرار داد. مشاهدات او به خلق نقاشی‌ای انجامید که طلوع خورشید بر فراز کوه‌ها را در سپیده‌دم با چند شخصیت و نماد مهم به تصویر می‌کشد.

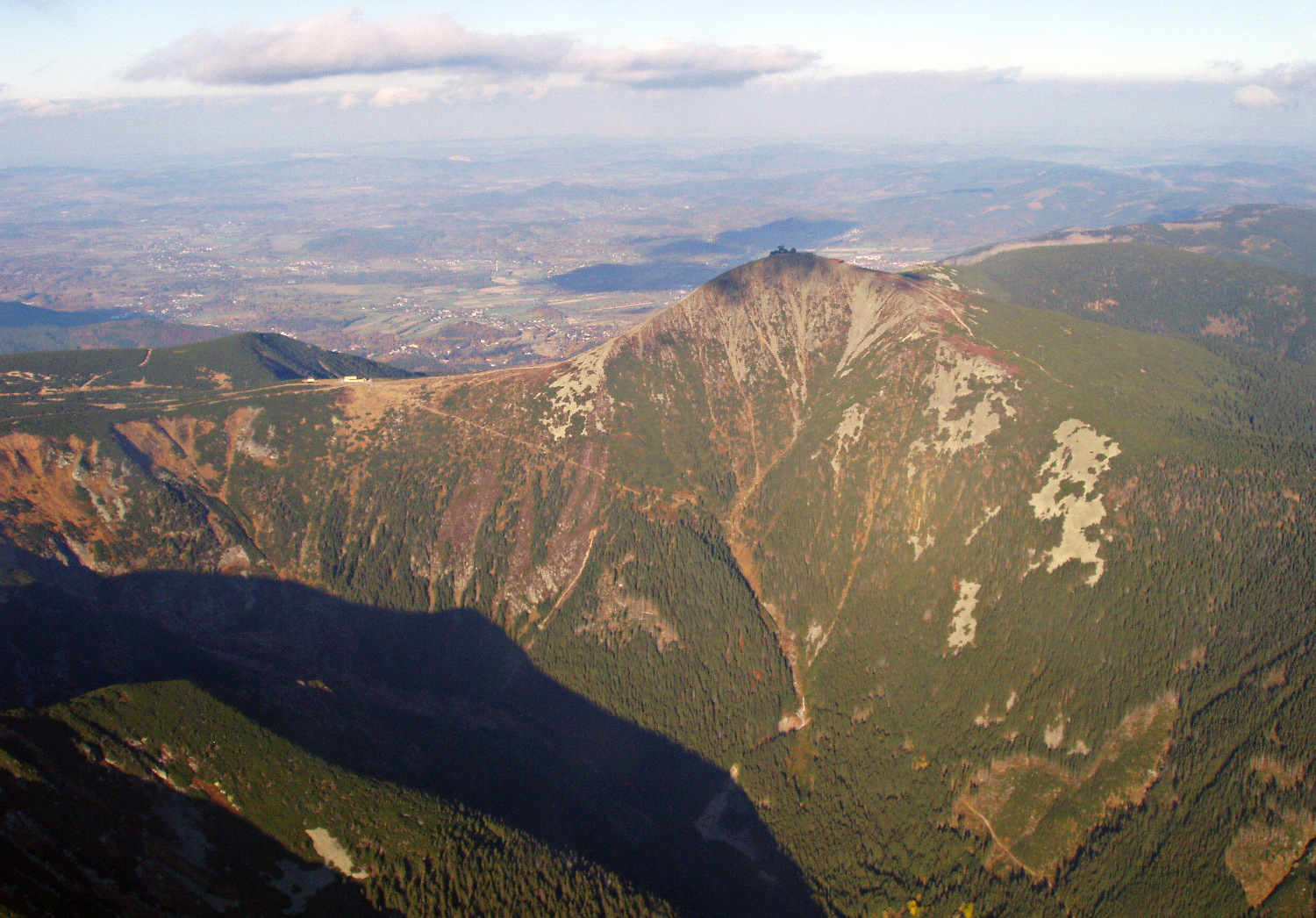
تصویری از کوه‌های ریزنگبیرگه

در نقاشی، زنی به مردی کمک می‌کند تا از کوه بالا رود و آن‌ها به سمت مردی که روی صلیب به صلیب کشیده شده، احتمالاً عیسی مسیح، پیش می‌روند. به گفتهٔ ورنر هافمان، فریدریش از تفاوت‌های ارتفاع برای نشان دادن این نکته استفاده می‌کند که «نقش زن هدایت شریک زندگی‌اش به جلو و بالا است».

## تکنیک‌ها

### روکن‌فیگور
پژوهشگران مرد موجود در نقاشی را شخصیتی تکرارشونده در آثار فریدریش توصیف می‌کنند. نگاه مرد از بیننده دور است و او یک روکن‌فیگور است؛ موتیفی که در آن شخصیت پشت به بیننده دارد. بیننده می‌تواند خود را جای این شخصیت بگذارد و تصور کند که منظره را از دید او می‌بیند. فریدریش به‌طور مکرر از روکن‌فیگور برای تأکید بر تجربهٔ ذهنی منظره استفاده کرده است. این مرد نه تنها در بسیاری از نقاشی‌های فریدریش حضور دارد، بلکه احتمالاً خود فریدریش است که تفسیر خود از نقاشی منظره را نمادین می‌کند.

### ترکیب
بیننده می‌تواند افق را مشاهده کند؛ جایی که آسمانِ باز و سطحِ زمین به هم می‌رسند. به گفتهٔ ورنر هافمان، موضوعات بنیادی آسمان و زمین در این نقاشی رابطه‌ای هماهنگ دارند. هافمان همچنین اشاره می‌کند که آسمان و مه در تضاد با وزن کوه‌ها در پیش‌زمینه هستند. چارلز سالا می‌گوید فریدریش از مه به عنوان نمادی از «تمثیلی کلاسیک از وجود زمینی ما که در مه فرورفته و جستجوی نوری معنوی که به زودی خواهد شکست و در سراسر جهان پخش خواهد شد» استفاده کرده است. تاریخ‌نگار هنر نینا آمستوتز پیشنهاد می‌کند که ترکیب پدیده‌های طبیعی مختلف نشان می‌دهد طبیعت تنها مشاهده نمی‌شود، بلکه تجربه می‌گردد. فریدریش به دنبال تجربه‌گرایی ذهنی بود، روشی که تحقیقات گستردهٔ نقاش و طرح‌های دقیقش را با تخیل کوه ترکیب می‌کرد. با ترکیب عناصر عینی و ذهنی، فریدریش به منظره شخصیت داد در حالی که آن را نسبتاً دقیق به تصویر کشید.

### عناصر معنوی
پژوهشگران توجه زیادی به نمادهای مذهبی در نقاشی داشته‌اند. صلیب اشاره به مصلوب شدن عیسی دارد و این نماد در آثار دیگر فریدریش نیز دیده می‌شود. به گفتهٔ چارلز سالا، تنشی میان «واقع‌گرایی زوج و آرمان‌گرایی تمثیلی منظره» وجود دارد. فریدریش صلیب را به جلو نمی‌آورد یا بزرگنمایی نمی‌کند. بلکه صلیب در تضاد کامل با پس‌زمینهٔ گستردهٔ طبیعت قرار دارد. سالا معتقد است که این نقاشی بیان آشکار یک هدف مسیحی نیست، بلکه «مسیر خود شخص و راه ریاضت‌کشی مسیحی» را بررسی می‌کند و مقایسهٔ میان «زوج و منظرهٔ پرنور» را ترسیم می‌کند. یوهانس گروه واکنش این نقاشی را پاسخ به نقدهای فریدریش ویلهلم بازیلیوس فون رامدور دربارهٔ محراب تچن دانسته است.

## بازخورد
برخی منتقدان «نمایش وفادارانهٔ طبیعت» توسط فریدریش را ستایش کردند و توانایی او را در به تصویر کشیدن طبیعت به شکلی خوشایند، دقیق و شخصی‌سازی‌شده تحسین نمودند.
در مقابل، برخی از تصویرگری نقاش از زنی که به مردی کمک می‌کند ناراضی بودند. یک منتقد نوشته است: «بانویی که کنار صلیب ایستاده و دست ضعیفش را به سوی مردی در این مکان غیرقابل دسترس دراز کرده، موضوع دیگری است که چندان نمی‌پسندم، زیرا در میان سادگی عظیم طبیعت، مسائل مدرن و شخصی بی‌اهمیت می‌شوند».